# Bieniszew
Bieniszew – osada leśna w Polsce położona w województwie wielkopolskim, w powiecie konińskim, w gminie Kazimierz Biskupi.